# Base de Schiff
Uma base de Schiff (ou azometina), nomeada em homenagem a Hugo Schiff, é um grupo funcional que contém uma ligação dupla carbono-nitrogênio com o átomo de nitrogênio conectado a um grupo arila ou alquila, não havendo átomo de hidrogênio. Bases de Schiff possuem a fórmula geral R1R2C=N-R3, onde R3 é um grupo aril ou alquil que faz da base de Schiff uma imina estável. Uma base de Schiff derivada de uma anilina, onde R3 é um grupo fenil ou fenil substituído, pode ser chamada um anil.
Bases de Schiff podem ser sintetizadas a partir de uma amina aromática e de um composto carbonila por adição nucleofílica formando um hemiaminal, seguido por uma desidratação para gerar uma imina. Um reação típica é a de éter 4,4'-diaminodifenílico com o-vanilina:

Uma mistura de éter 4,4'-diaminodifenílico 1 (1.00 g, 5.00 mmol) e o-vanilina 2 (1.52 g, 10.00 mmol) em metanol (40.00 mL) é agitada a temperatura ambiente por uma hora para dar um precipitado alaranjado e após filtração e lavagem com metanol para dar a base de Schiff pura 3 (2.27 g, 97.00%)

Existe a base de Schiff intermediária na fructose 1,6-bisphosphate aldolase catalisada durante a reação de glicólise.[carece de fontes?]